# Aleksandr Zavyalov
Pour les articles homonymes, voir Zavialov.
Aleksandr Aleksandrovich Zavyalov (russe : Алекса́ндр Алекса́ндрович Завья́лов), né le 2 juin 1955 à Moscou, est un fondeur soviétique. Il est le vainqueur de la Coupe du monde en 1983 et de trois médailles olympiques.

## Biographie
Il est vainqueur sur le trente kilomètres de l'Universiade d'hiver de 1978.
Son premier rendez-vous majeur a lieu en 1980 à l'occasion des Jeux olympiques de Lake Placid, où il est médaillé de bronze sur le trente kilomètres et septième au quinze kilomètres. En 1981, il est deuxième du cinquante kilomètres du Festival de ski de Holmenkollen et vainqueur de la Coupe du monde (innoficielle) et en 1982, il prend part à la Coupe du monde officielle, qu'il remporte en 1983 où il sort vainqueur de trois courses, deux sur quinze kilomètres et une sur trente kilomètres.
Aux Championnats du monde 1982, à la lute avec le Norvégien Oddvar Brå sur le relais, il termine à égalité avec lui et l'URSS remporte l'or et Zavyalov son unique titre mondial. Sur le quinze kilomètres, il prend la médaille d'argent derrière ce même Brå.
Aux Jeux olympiques d'hiver de 1984, il s'offre deux médailles d'argent, dont une sur le trente kilomètres, où le vainqueur est son compatriote Nikolay Zimyatov, ainsi que sur le relais. Il s'agit de sa dernière saison active dans le circuit mondial.
Il devient ensuite président de la Fédération russe de ski.

## Palmarès

### Jeux olympiques
| Épreuve / Édition | Lake Placid 1980 | Sarajevo 1984 |
| 15 km             | 7e               | 16e           |
| 30 km             |                  | Argent        |
| 50 km             | Bronze           | 7e            |
| Relais 4 × 10 km  |                  | Argent        |

### Championnats du monde
| Épreuve / Édition | Oslo 1982 |
| 15 km             | Argent    |
| 30 km             | 6e        |
| 50 km             | 6e        |
| Relais 4 × 10 km  | Or        |

### Coupe du monde
- Vainqueur du classement général en 1983.
- 6 podiums individuels : 3 victoires et 3 deuxièmes places.

#### Victoires
| Date            | Lieu     | Pays        | Discipline |
| --------------- | -------- | ----------- | ---------- |
| 10 février 1983 | Sarajevo | Yougoslavie | 15 km      |
| 26 février 1983 | Falun    | Suède       | 30 km      |
| 4 mars 1983     | Lahti    | Finlande    | 15 km      |

#### Classements par saison
| Season | Âge | Classement général |
| ------ | --- | ------------------ |
| 1982   | 26  | 15e                |
| 1983   | 27  | 1er                |
| 1984   | 28  | 15e                |

### Championnats de l'URSS
- Vainqueur du 30 kilomètres en 1983[2].